# Station Harfleur
Station Harfleur is een spoorwegstation in de Franse gemeente Harfleur.